# Giải Wolf về Nông nghiệp
Giải Wolf về Nông nghiệp (tiếng Anh: Wolf Prize in Agriculture) là một trong 6 giải thưởng của Quỹ Wolf, được trao hàng năm cho những đóng góp xuất sắc trong lãnh vực Nông nghiệp. Giải này được lập ra từ năm 1978. Các giải thưởng khác của Quỹ Wolf là Giải Wolf về Hóa học, Giải Wolf về Toán học, Giải Wolf về Y học, Giải Wolf Vật lý và Giải Wolf về Nghệ thuật. Giải này đôi khi được coi như tương đương với giải Nobel Nông nghiệp, mặc dù sự đánh giá như vậy cũng được gán cho Giải Lương thực thế giới.

## Các người đoạt giải[3]
| Năm    | Tên                                             | Quốc tịch                   | Ghi chú |
| ------ | ----------------------------------------------- | --------------------------- | ------- |
| 1978   | George F. Sprague                               | Hoa Kỳ                      |         |
| 1978   | John Charles Walker                             | Hoa Kỳ                      |         |
| 1979   | Jay L. Lush                                     | Hoa Kỳ                      |         |
| 1979   | Kenneth Blaxter                                 | Anh Quốc                    |         |
| 1980   | Karl Maramorosch                                | Ba Lan / Hoa Kỳ             |         |
| 1981   | John O. Almquist                                | Hoa Kỳ                      |         |
| 1981   | Henry A. Lardy                                  | Hoa Kỳ                      |         |
| 1981   | Glenn W. Salisbury                              | Hoa Kỳ                      |         |
| 1982   | Wendell L. Roelofs                              | Hoa Kỳ                      |         |
| 1983/4 | Don Kirkham Cornelis T. de Wit                  | Hoa Kỳ · Hà Lan             |         |
| 1984/5 | Robert H. Burris                                | Hoa Kỳ                      |         |
| 1986   | Ralph Riley Ernest R. Sears                     | Anh Quốc · Hoa Kỳ           | .       |
| 1987   | Theodor O. Diener                               | Hoa Kỳ                      |         |
| 1988   | Charles Thibault Ernest John Christopher Polge  | Pháp; · Anh Quốc            |         |
| 1989   | Peter M. Biggs Michael Elliott                  | Anh Quốc · Anh Quốc         |         |
| 1990   | Jozef Stefaan Schell                            | Bỉ                          |         |
| 1991   | Shang Fa Yang                                   | Taiwan / Hoa Kỳ             |         |
| 1992   | Không trao giải                                 |                             |         |
| 1993   | John E. Casida                                  | Hoa Kỳ                      |         |
| 1994/5 | Carl B. Huffaker Perry L. Adkisson              | Hoa Kỳ · Hoa Kỳ             |         |
| 1995/6 | Morris Schnitzer Frank J. Stevenson             | Canada · Hoa Kỳ             |         |
| 1996/7 | Neal L. First                                   | Hoa Kỳ                      |         |
| 1998   | Ilan Chet Baldur R. Stefansson                  | Israel · Canada             |         |
| 1999   | Không trao giải                                 |                             |         |
| 2000   | Gurdev Khush                                    | Ấn Độ                       |         |
| 2001   | Roger N. Beachy James E. Womack                 | Hoa Kỳ · Hoa Kỳ             |         |
| 2002/3 | R. Michael Roberts Fuller W. Bazer              | Anh Quốc / Hoa Kỳ; · Hoa Kỳ |         |
| 2004   | Viên Long Bình Steven D. Tanksley               | Trung Quốc · Hoa Kỳ         |         |
| 2005   | Không trao giải                                 |                             |         |
| 2006/7 | Ronald L. Phillips Michel A. J. Georges         | Hoa Kỳ · Bỉ                 |         |
| 2008   | John A. Pickett James H. Tumlinson W. Joe Lewis | Anh Quốc · Hoa Kỳ · Hoa Kỳ  |         |
| 2009   | Không trao giải                                 |                             |         |
| 2010   | David Baulcombe                                 | Anh Quốc                    |         |
| 2011   | Harris A. Lewin R. James Cook                   | Hoa Kỳ                      |         |
| 2012   | Không trao giải                                 |                             |         |
| 2013   | Joachim Messing                                 | [[Đức\| Đức]] / Hoa Kỳ      |         |
| 2013   | Jared Diamond                                   | Hoa Kỳ                      |         |
| 2014   | Jorge Dubcovsky Leif Andersson                  | Hoa Kỳ Thụy Điển            |         |
| 2015   | Linda J. Saif                                   | Hoa Kỳ                      |         |
| 2016   | Trudy Mackay                                    | Hoa Kỳ                      |         |
| 2017   | Không trao giải                                 |                             |         |
| 2018   | Gene E. Robinson                                | Hoa Kỳ                      |         |
| 2019   | David Zilberman                                 | Hoa Kỳ                      |         |
| 2020   | Caroline Dean                                   | Anh Quốc                    |         |
| 2021   | Không trao giải                                 |                             |         |
| 2022   | Pamela C. Ronald                                | Hoa Kỳ                      |         |

## Tính theo quốc gia
| Nước       | Số lần đoạt giải |
| ---------- | ---------------- |
| Hoa Kỳ     | 36               |
| Anh Quốc   | 9                |
| Bỉ         | 2                |
| Canada     | 2                |
| Pháp       | 1                |
| Ấn Độ      | 1                |
| Israel     | 1                |
| Trung Quốc | 1                |
| Hà Lan     | 1                |
| Đài Loan   | 1                |
| Đức        | 1                |
| Thụy Điển  | 1                |